# Suso (futbolista)
Jesús Joaquín Fernández Sáez de la Torre (Cádiz, España, 19 de noviembre de 1993), conocido deportivamente como Suso, es un futbolista español que juega como centrocampista en el Cádiz C. F. de la Segunda División de España.

## Trayectoria

### Liverpool F. C.
El jugador llegó oficialmente al Liverpool F. C. procedente del Cádiz C. F. en el verano de 2010. El 19 de noviembre de 2010 cuando cumplía 17 años, firmó su primer contrato profesional con el Liverpool aunque ya había aparecido como suplente en un encuentro amistoso de pretemporada contra el Borussia Mönchengladbach. Participó además en el partido homenaje a Jamie Carragher frente al Everton. El 20 de septiembre de 2012 debutó con el primer equipo en partido oficial en un encuentro correspondiente a la primera jornada de la fase de grupos de la Europa League, contra el Young Boys, jugando los 45 minutos finales de partido.
En julio de 2013 el jugador fue cedido al U. D. Almería para jugar la temporada 2013-14 en la Primera División Española. Llegó al equipo con la vitola de "estrella", pero su temporada tuvo bastantes altibajos y su rendimiento fue criticado por parte de la afición almeriense.

### A. C. Milan
El 12 de enero de 2015 fichó por el A. C. Milan, tras haber disputado solo un encuentro con el Liverpool en la primera mitad de la temporada. Sus primeros meses en el club no fueron fáciles, ya que no consiguió consolidarse en el equipo que dirigieron Inzaghi y, posteriormente, Mihajlovic. Por ello, en enero de 2016, fue cedido al Genoa donde tuvo un gran rendimiento (seis goles en diecinueve partidos). El nuevo técnico lombardo, Vincenzo Montella, le puso de titular al inicio de la temporada 2016-17. Suso respondió con una gran cantidad de goles y asistencias, consolidándose como un jugador importante del equipo.

### Sevilla F. C.
El 29 de enero de 2020 el equipo italiano y el equipo hispalense llegaron a un acuerdo por el que el jugador llega como cedido durante 18 meses con una opción de compra obligatoria siempre que se llegaran a una serie de objetivos. El 20 de julio de ese mismo año se hizo efectiva dicha opción por una suma de 21 millones de euros. El 9 de diciembre de 2021 se lesionaba en un entrenamiento antes del partido de vuelta de Liga de Campeones contra el Red Bull Salzburgo por lo que se perdería el resto de la temporada.

### Cádiz C. F.
Tras lograr la permanencia del Sevilla F.C. en la temporada 2024/25, se hizo oficial su fichaje por el equipo de su tierra, el Cádiz C. F., por cuatro temporadas.

## Selección nacional
Ha jugado con la selección de fútbol sub-17 de España, la selección sub-19 y la sub-20 formando parte del equipo que ganó el Campeonato Europeo de la UEFA Sub-19 de 2012 y participando entre otras competiciones en la Copa Mundial de Fútbol Sub-20 de 2013 celebrada en Turquía. También fue en cinco ocasiones internacional sub-21.
El 14 de noviembre de 2017 debutó con la selección absoluta en un amistoso contra Rusia.

## Estadísticas

### Clubes
Actualizado al último partido disputado el 20 de octubre de 2024.
| Club                       | Div.          | Temporada     | Liga  | Liga  | Liga   | Copas nacionales | Copas nacionales | Copas nacionales | Copas internacionales | Copas internacionales | Copas internacionales | Total | Total | Total  |
| Club                       | Div.          | Temporada     | Part. | Goles | Asist. | Part.            | Goles            | Asist.           | Part.                 | Goles                 | Asist.                | Part. | Goles | Asist. |
| -------------------------- | ------------- | ------------- | ----- | ----- | ------ | ---------------- | ---------------- | ---------------- | --------------------- | --------------------- | --------------------- | ----- | ----- | ------ |
| Liverpool F. C. Inglaterra | 1.ª           | 2012-13       | 14    | 0     | 0      | 2                | 0                | 0                | 4                     | 0                     | 1                     | 20    | 0     | 1      |
| U. D. Almería · España     | 1.ª           | 2013-14       | 33    | 3     | 8      | 2                | 0                | 0                | —                     | —                     | —                     | 35    | 3     | 8      |
| U. D. Almería · España     | Total club    | Total club    | 33    | 3     | 8      | 2                | 0                | 0                | 0                     | 0                     | 0                     | 35    | 3     | 8      |
| Liverpool F. C. Inglaterra | 1.ª           | 2014-15       | 0     | 0     | 0      | 1                | 1                | 0                | —                     | —                     | —                     | 1     | 1     | 0      |
| Liverpool F. C. Inglaterra | Total club    | Total club    | 14    | 0     | 0      | 3                | 1                | 0                | 4                     | 0                     | 1                     | 21    | 1     | 1      |
| A. C. Milan · Italia       | 1.ª           | 2014-15       | 5     | 0     | 1      | 1                | 0                | 0                | —                     | —                     | —                     | 6     | 0     | 1      |
| A. C. Milan · Italia       | 1.ª           | 2015-16       | 1     | 0     | 0      | 1                | 0                | 0                | —                     | —                     | —                     | 2     | 0     | 0      |
| Genoa C. F. C. · Italia    | 1.ª           | 2015-16       | 19    | 6     | 1      | —                | —                | —                | —                     | —                     | —                     | 19    | 6     | 1      |
| Genoa C. F. C. · Italia    | Total club    | Total club    | 19    | 6     | 1      | 0                | 0                | 0                | 0                     | 0                     | 0                     | 19    | 6     | 1      |
| A. C. Milan · Italia       | 1.ª           | 2016-17       | 34    | 7     | 9      | 3                | 0                | 2                | —                     | —                     | —                     | 37    | 7     | 11     |
| A. C. Milan · Italia       | 1.ª           | 2017-18       | 35    | 6     | 7      | 5                | 1                | 2                | 10                    | 1                     | 2                     | 50    | 8     | 11     |
| A. C. Milan · Italia       | 1.ª           | 2018-19       | 35    | 7     | 10     | 2                | 0                | 0                | 4                     | 1                     | 0                     | 41    | 8     | 10     |
| A. C. Milan · Italia       | 1.ª           | 2019-20       | 16    | 1     | 2      | 1                | 0                | 0                | —                     | —                     | —                     | 17    | 1     | 2      |
| A. C. Milan · Italia       | Total club    | Total club    | 126   | 21    | 29     | 13               | 1                | 4                | 14                    | 2                     | 2                     | 153   | 24    | 35     |
| Sevilla F. C. · España     | 1.ª           | 2019-20       | 17    | 1     | 1      | 0                | 0                | 0                | 6                     | 1                     | 0                     | 23    | 2     | 1      |
| Sevilla F. C. · España     | 1.ª           | 2020-21       | 34    | 3     | 4      | 5                | 0                | 2                | 5                     | 1                     | 0                     | 44    | 4     | 6      |
| Sevilla F. C. · España     | 1.ª           | 2021-22       | 8     | 0     | 1      | 0                | 0                | 0                | 4                     | 0                     | 0                     | 12    | 0     | 1      |
| Sevilla F. C. · España     | 1.ª           | 2022-23       | 25    | 2     | 4      | 4                | 0                | 1                | 14                    | 1                     | 0                     | 43    | 3     | 5      |
| Sevilla F. C. · España     | 1.ª           | 2023-24       | 29    | 1     | 4      | 2                | 0                | 1                | 3                     | 0                     | 0                     | 34    | 1     | 5      |
| Sevilla F. C. · España     | 1.ª           | 2024-25       | 4     | 0     | 0      | 0                | 0                | 0                | —                     | —                     | —                     | 4     | 0     | 0      |
| Sevilla F. C. · España     | Total club    | Total club    | 117   | 7     | 14     | 10               | 0                | 3                | 32                    | 3                     | 0                     | 159   | 10    | 17     |
| Total carrera              | Total carrera | Total carrera | 309   | 37    | 52     | 28               | 2                | 7                | 50                    | 5                     | 3                     | 387   | 44    | 62     |
| 1. 2. 3.                   |               |               |       |       |        |                  |                  |                  |                       |                       |                       |       |       |        |

## Palmarés

### Títulos nacionales
| Título              | Club        | País   | Año  |
| ------------------- | ----------- | ------ | ---- |
| Supercopa de Italia | A. C. Milan | Italia | 2016 |

### Títulos internacionales
| Título             | Club (*)      | Sede     | Año  |
| ------------------ | ------------- | -------- | ---- |
| Europeo sub-19     | España sub-19 | Estonia  | 2012 |
| UEFA Europa League | Sevilla F. C. | Alemania | 2020 |
| UEFA Europa League | Sevilla F. C. | Hungría  | 2023 |

(*) Incluyendo la selección.